# Котёл (техника)

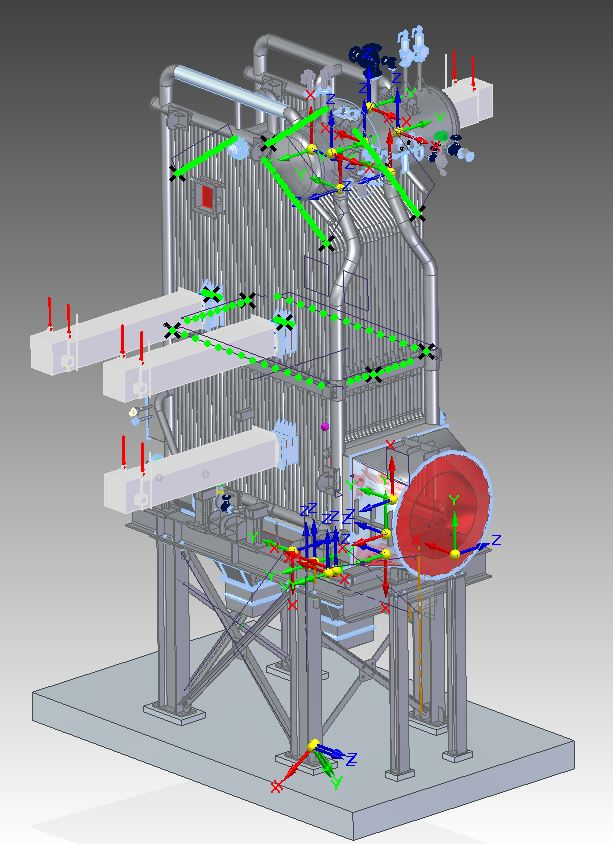

В этой статье не рассматриваются атомные реакторы и парогенераторы АЭС.
Котёл (мн. ч. — котлы) — конструктивно объединенный в одно целое комплекс устройств для передачи некоторому теплоносителю тепловой энергии за счёт сжигания топлива, при протекании технологического процесса или преобразовании электрической энергии в тепловую.
В значительной части случаев теплоносителем котлов служат вода и водяной пар, однако также им может быть масло, ртуть, воздух (см. теплогенератор) и т. д.
Котлы (кроме электрических) являются разновидностью теплообменных аппаратов, где греющей средой являются продукты сгорания, а нагреваемой — теплоноситель котла.

## Термины «котлоагрегат» и «котельная установка»
Название котлоагрегат (котельный агрегат, неправильно парогенератор) появилось исторически в ходе развития паровых котлов. Изначально котёл представлял собой простое устройство без разделения поверхностей нагрева по функциям. Впоследствии необходимость получать пар более высоких параметров с лучшей эффективностью и при меньших габаритах заставила развить поверхности нагрева в топке, добавить пароперегреватель, водяной экономайзер, воздухоподогреватель. Всё это с примыкающими трубопроводами, газо- и воздуховодами, арматурой, связанное в единое органическое целое, и получило название котельный агрегат в отличие от «собственно котла». Дополнительными устройствами часто оснащались уже существующие простые котлы либо котлы ранее выпускавшихся серий. В современных котлах большой мощности, особенно прямоточных, выделить «собственно котёл» не представляется возможным, для них термины «котёл» и «котлоагрегат» фактически синонимичны.
Котельная установка — это совокупность устройств и механизмов, предназначенных для производства водяного пара или получения горячей воды. Помимо одного или нескольких котлов, в её состав входят вспомогательные устройства и механизмы: дымососы, дутьевые вентиляторы, питательные и водоподготовительные установки, топливоподача, в зависимости от вида топлива — ГРП, мазутное хозяйство, системы золошлакоудаления и золоуловители. Данные системы могут быть индивидуальными или общими для группы котлов.

## Применение
Котлы генерируют пар для привода паровых двигателей (например, турбин электростанций, двигателей паровозов), теплоту для нужд промышленности (например, текстильной) и сельского хозяйства, пар и горячую воду для отопления и горячего водоснабжения потребителей.

## Теплоносители
Котельные агрегаты, работающие с теплоносителями — водой и паром, делятся на паровые, генерирующие пар, и водогрейные, в которых вода не меняет агрегатного состояния; встречаются также пароводогрейные (водогрейно-паровые) котлы, генерирующие воду и пар одновременно. Котлы на сверхкритические параметры относят к паровым. Котлы с теплоносителем других типов также могут работать с его переходом из жидкого в парообразное состояние или без такового. Применение теплоносителя с высокой температурой кипения при низком давлении (например, определённых типов масла) либо газового позволяет уменьшить толщину стенок и облегчить эксплуатацию трубопроводов и теплопотребляющего оборудования.
Паровые котлы могут генерировать насыщенный или перегретый пар. В виду высокой стоимости и сложности эксплуатации пароперегревателя и удовлетворительности свойств насыщенного пара (с сухостью обычно не менее 99%) для многих задач, в небольших промышленных и отопительных котлах с давлением пара до 16 атм генерируется почти всегда насыщенный пар.
Часто теплоноситель на выходе из котла отличается от поставляемого непосредственно потребителям (например, в сетях теплоснабжения циркулирует сетевая вода достаточно низкого качества в плане жёсткости, насыщения газами и т. д., при подаче её в котёл он быстро загрязняется). В таком случае передачу тепла осуществляют через специальные теплообменники (в частности, бойлера паровых котельных).
В некоторых случаях осуществляется перевод паровых котлов на водогрейный режим.

## Топливо
Котлы могут потреблять твёрдое, жидкое или газообразное топливо различных видов, в зависимости от которых их топочные и горелочные устройства и некоторые другие элементы могут иметь существенные особенности. 
Пиролизные котлы имеют отличительною особенность от твердотопливных котлов классического типа горения. В первой камере котла пиролизного типа топливо древесного происхождения (поленья, колотые дрова, обрезки, щепа, опилки, стружка) в условиях термического разложения и недостатка кислорода выделяет газовую смесь, насыщенную углеродом. При контакте с раскаленной поверхностью форсунок газовая смесь воспламеняется во второй камере пиролизного котла и горит с большим выделением тепла. Коэффициент полезного действия таких газогенераторных котлов существенно выше, чем эффективность работы классических котлов на твердом топливе прямого горения.
Иногда производится переделка котлов с одного вида топлива на другой (как правило, твердотопливных на газ). 
Энерготехнологические котлы в своих топках производят переработку технологических материалов (например, токсичных стоков и выбросов, мелкозернистых материалов типа керамзита, природных фосфатов); теплота от уходящих газов, чтобы её не выбрасывать бесполезно в атмосферу, воспринимаются поверхностями котла.
Топливо непосредственно не потребляют электрические котлы, а также котлы-утилизаторы, в которых используется теплота горячих газов технологического процесса или двигателей (например, газовой турбины в ПГУ). Возможны комбинированные котлы, использующие электричество или внешнюю теплоту и при этом (одновременно или альтернативно) сжигающие внутри себя топливо. Топка котла-утилизатора, где в основной поток газов добавляется горящее топливо и иногда дополнительный воздух, носит название камера дожигания.

## Топочные и горелочные устройства
Вид топлива, для которого разработан котёл, влияет прежде всего на топочные и горелочные устройства. Основные конструкции топок следующие:

### Твердотопливные
- Слоевые
Исторически первый тип топок, ведущий происхождение от первобытного костра.
  - С неподвижной колосниковой решёткой и неподвижным слоем топлива
Топливо может загружаться вручную, через дверцу, или механически, из бункера (часто с помощью забрасывателей).
  - С цепной решёткой (прямого или обратного хода)
Топливо перемещается от места загрузки на полотне из фасонных колосников, соединённых цепями, надетыми на звёздочки. Основной недостаток — большая неполнота сгорания топлива.
- Камерные топки
- Топки с кипящим слоем

### Для жидкого и газообразного топлива

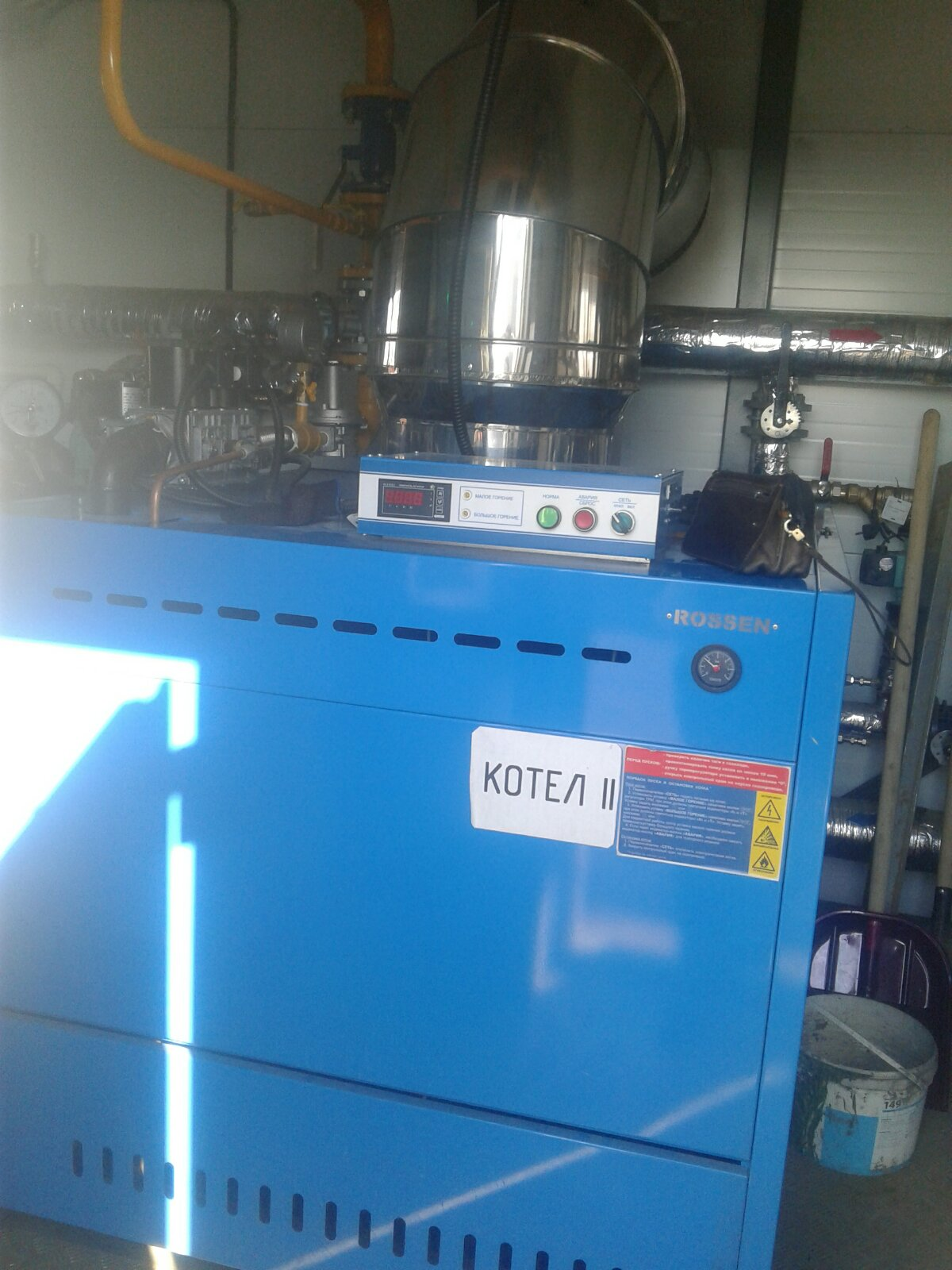
Газовый котел в школе. Бурятия, Россия

## Классификация

### По транспортабельности
Энергетические паровые и водогрейные котлы могут быть стационарными (устанавливаются на неподвижном фундаменте) или передвижными (на средстве передвижения или на подвижном фундаменте).

### Режим газового тракта
Под наддувом, под разрежением, газоплотные.

## Конструкция котлов
Водотрубные, ланкаширские, «девятка», барабанные…
Крупные котлы с камерной топкой могут иметь следующие типы компоновки:
Башенная
П-образная
Т-образная
Бытовые котлы могут быть настенными или напольными. Многие котлы мощностью до 1-2 МВт собираются из чугунных секций, аналогичных секциям радиаторов отопления.

## Элементы пароводяного тракта котлоагрегатов

### Барабан
Барабан парового котла — это сосуд, как правило, в виде горизонтально лежащего цилиндра, в котором начинаются и заканчиваются трубопроводы циркуляции среды через испарительные поверхности и в котором происходит сепарация (прежде всего гравитационная) паровой фазы от жидкой. В барабан поступает вода из экономайзера (или питательная вода, если экономайзера нет), из верхней части забирается пар, из нижней обычно забирают воду по мере накопления в ней с испарением солей (продувка). Для улучшения сепарации внутри барабана имеются различные устройства. Барабан является наиболее толстостенным элементом барабанного котла, поэтому стоит дорого, а тепловые напряжения в металле барабана определяют маневренность котлов. Однако применение паровых котлов без барабана (прямоточных) требует более сложной водоподготовки.
Жаротрубный котёл, фактически, представляет собой барабан, вдоль оси пронизанный трубами, по которым проходят газы. Водотрубные котлы, напротив, развились из котлов с несколькими барабанами, обогреваемыми снаружи газами. В крупных современных водотрубных котлах барабан не омывается газами или получает от них лишь незначительную часть тепловой мощности котла, в то время как основная её часть воспринимается поверхностями нагрева, состоящими из множества параллельных труб, внутри которых протекает рабочее тело.

### Поверхности нагрева
Поверхности нагрева могут быть нагревательными (для жидкой фазы), испарительными (для полного или частичного перехода жидкой фазы в пар) или перегревательными (для нагрева паровой фазы выше температуры насыщения):9. Также по механизму теплообмена с газами их делят на радиационные (в основном лучистый теплообмен), конвективные (в основном теплообмен путём конвективной теплоотдачи) и радиационно-конвективные (оба механизма имеют примерно одинаковое значение).

#### Экономайзер
Экономайзер — поверхность нагрева полностью или в основном нагревательного характера (иногда встречаются кипящие экономайзеры, где до 10% воды всё же переходит в пар). Термин применяется к паровым котлам; в трубы экономайзера поступает питательная вода, то есть такая, давление которой повышено питательными насосами до максимального в цикле тепловой установки. Во многих котлах экономайзер — последняя по ходу газов поверхность, не считая воздухоподогревателя. При низких температурах газов в этой области лучистый теплообмен не эффективен, поэтому экономайзер — типично конвективная поверхность нагрева: он состоит из большого количества параллельных пучков изогнутых труб, как правило, с развитым спиральным или плавниковым оребрением.

#### Топочные экраны
В большинстве современных котлов, как водогрейных, так и паровых, значительная часть поверхности топки покрыта экранами — блоками параллельно расположенных труб. Исторически это делалось для того, чтобы защитить несущие конструкции котла от термического воздействия открытого пламени, но в современных котлах топочные экраны воспринимают весьма значительную часть общей тепловой мощности за счёт лучистого теплообмена. Различают передний (фронтальный), задний, боковые и потолочный экраны, в некоторых котлах экраны продолжаются и по поду (дну) топки; кроме того, в котле могут быть двусветные экраны, которые с обеих сторон подвергаются излучению. Во фронтальных экранах должны быть промежутки (обычно обеспечиваемые изгибами близлежащих труб), в которые открываются сопла горелок. В прямоточных котлах принято различать в экранах нижнюю (НРЧ), среднюю (СРЧ) и верхнюю (ВРЧ) радиационные части:11—12.
Экранные трубы обычно гладкие, за исключением плавников или листовых проставок, которыми они могут быть соединены друг с другом (излучение, попавшее на эти листы, передаётся к трубам за счёт высокой теплопроводности металла, таким образом обмуровка топки в промежутках между трубами так же защищается). В наиболее мощных котлах в зоне в близи горелок поток излучения настолько высок, что экраны приходится защищать там огнеупорными обмазками; чтобы они держались, а также для улучшения теплообмена, к трубам привариваются со стороны топки шипы или плавники. Также есть опыт применения необмазанных труб с плавниками внутри топки для защиты труб от действия высокоабразивного топлива. Снаружи котла экраны теплоизолируют, обычно обмуровывают и покрывают обшивкой для газоплотности:86, 87. Тем не менее, добиться газоплотности топки в виду огромной площади экранов весьма сложно.
Наиболее обычное применение экранов в энергетических котлах с естественной циркуляцией — в качестве испарительной поверхности; трубы при этом располагаются вертикально с минимальным числом гибов, коллектора, в которые они вварены — горизонтально. Для того, чтобы напора циркуляции хватало на преодоление сопротивления экрана, диаметр труб должен быть достаточно большим (∅ 50—60 мм). Процесс кипения позволяет очень эффективно отводить тепло и не допускать перегрева металла труб, возможного в виду высокой напряжённости теплового потока к экранам. За проход экрана испаряется 4–25 % воды:14. Чтобы неравномерность обогрева различных частей топки меньше сказывалась на надёжности циркуляции, испарительные экраны делят на секции, каждая из которых формирует отдельный циркуляционный контур, — панели:86, 87. В верхней части топок (где тепловые нагрузки не так велики, а также в потолочном экране, где естественная циркуляция затруднена) нередко размещают пароперегревательные экранные поверхности, в которых направление труб принципиальной роли обычно не играет.
В прямоточных котлах часто применяют ленточную навивку Рамзина с многоходовыми подъёмными и подъёмно-опускными панелями. НРЧ в котле Л. К. Рамзина (на докритические параметры) выполняется в виде ленты труб с горизонтально-подъёмной навивкой (под углом 15—20°) и служит для испарения примерно 80 % воды; далее смесь следует в конвективную поверхность переходной зоны в опускном газоходе, а оттуда пар возвращается на перегрев в СРЧ и ВРЧ:18—20, 89, 90. Соответственно, в прямоточных котлах бывают вертикальные коллектора; однако в испарительной части поверхности на некоторых режимах возможно расслоение среды в таких коллекторах, что существенно ухудшает условия работы следующих поверхностей.

## В Советском Союзе
В Советском Союзе производством отопительного оборудования занимались Братский завод Отопительного Оборудования (котёл "Братск", УКМТ-1), "Союзлесстрой" ("КВАНТ-1", 1983 г.), Билимбаевский завод (несущие конструкции котельной "КВАНТ"), Ярославский завод технологических конструкций и металлооснастки ("Аксиома-3", 1985 г.) по разработкам НИИСТ Минстройматериалов СССР и ЦНИИЭП инженерного оборудования. 
Цельноперевозные котельные на твердом топливе демонстрировались на выставке «Мобильные здания-86» ВДНХ СССР.

### Котельная "КВАНТ"
Водогрейная автоматизированная транспортабельная котельная "КВАНТ" появилась в 1983 г. У котельных рассматриваемого типа трубчатый механизированный котлоагрегат, оснащённый механической топкой с шурующей планкой.
Технические характеристики. Мощность — 1 МВт. КПД котла достигает 82% (на каменном угле) и 78% (на буром угле). Температура теплоносителя перед котлом не ограничивается, а на выходе из котла достигает 115°. Минимальный расход теплоносителя — 8 т/ч.

### Котельная "АКСИОМА-3"
Агрегатируемая секционная инвентарная отопительная автоматизированная котельная "АКСИОМА-3" появилась в 1985 г.
Подачи топлива в топку, разравнивание и рыхление топлива, а также сброс шлака осуществляется с помощью управляющего центра «РОБОТ».
Технические характеристики. Мощность — 3 МВт. КПД котла достигает 82,5% (на каменном угле) и 79% (на буром угле) ; температура теплоносителя перед котлом не ограничивается, а на выходе из котла достигает 130°; минимальный расход теплоносителя — 5 т/ч.; абсолютное давление теплоносителя — 1,6 МПа; габариты составляют 11,0х3,2x3,2 м. при массе 19 т.